# ليون باكست
ليون صامويلوفيتش باكست (الروسية: Леон Самойлович Бакст) (10 مايو 1866 - 28 ديسمبر 1928) هو أحد أشهر الرسامين ومصممي الأزياء والديكور المسرحي الروس، وكان عضواً في فرقة الباليه روس الشهيرة التي اسسها سيرجي دياغيليف، حيث عرفت أعمال باكست بالمحاولات الجريئة والألوان الزاهية .

## بداياته

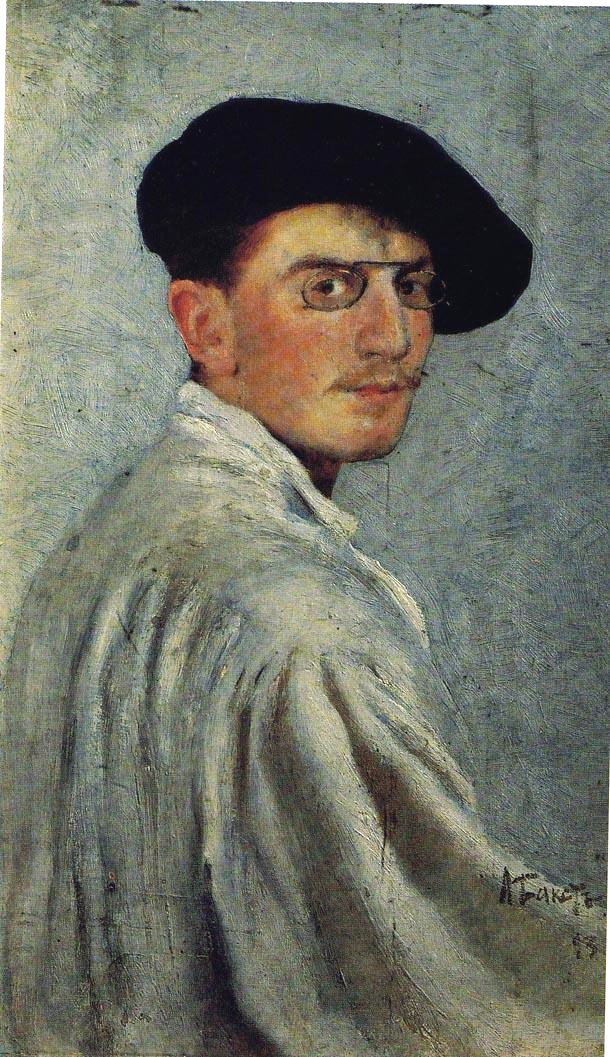
Bakst's بورتريه ذاتي, 1893, oil on cardboard, 34 x 21 cm., The المتحف الروسي، سانت بطرسبرغ

ولد ليون باكست في غرودنو الواقعة اليوم في روسيا البيضاء في عائلة يهودية من الطبقة المتوسطة وكان اسمه ليف صامويلوفيتش روزينبيرغ، وبعد تخرجه من الجمنازيوم درس باكست في اكاديمية سانت بطرسبورغ للفنون. وخلال معرضه الأول في عام 1889 استخدم لقب باكست وهو لقب والدته قبل زواجها، إذ كان لقب روزنبيرغ يهودياً جداً وليس جيداً للعمل. وخلال العقد الاخير من القرن التاسع عشر كانت معارض باكست تندرج ضمن مدرسة الرسم بالالوان المائية .
بين عام 1893 و1897 عاش ليون باكست في باريس حيث درس في اكاديمية جوليان وبقي يتردد في ذات الوقت على مدينة سانت بطرسبورغ، وخلال النصف الثاني من العقد الاخير من القرن التاسع عشر أصبح ليون باكست عضواً في جماعة من الكُتّاب والفنانين اسسها سيرجي دياغليف والكسندر بينويس والتي أصبحت فيما بعد حركة مير ايسكوستفا الفنية. وفي عام 1899 شارك ليون باكست مع دياغليف في إصدار دورية مير ايسكوستفا المؤثرة والتي تعني عالم الفن، حيث كانت رسوماته وتخطيطاته فيها سبباً في حصوله على شهرة واسعة.

## إتساع شهرته

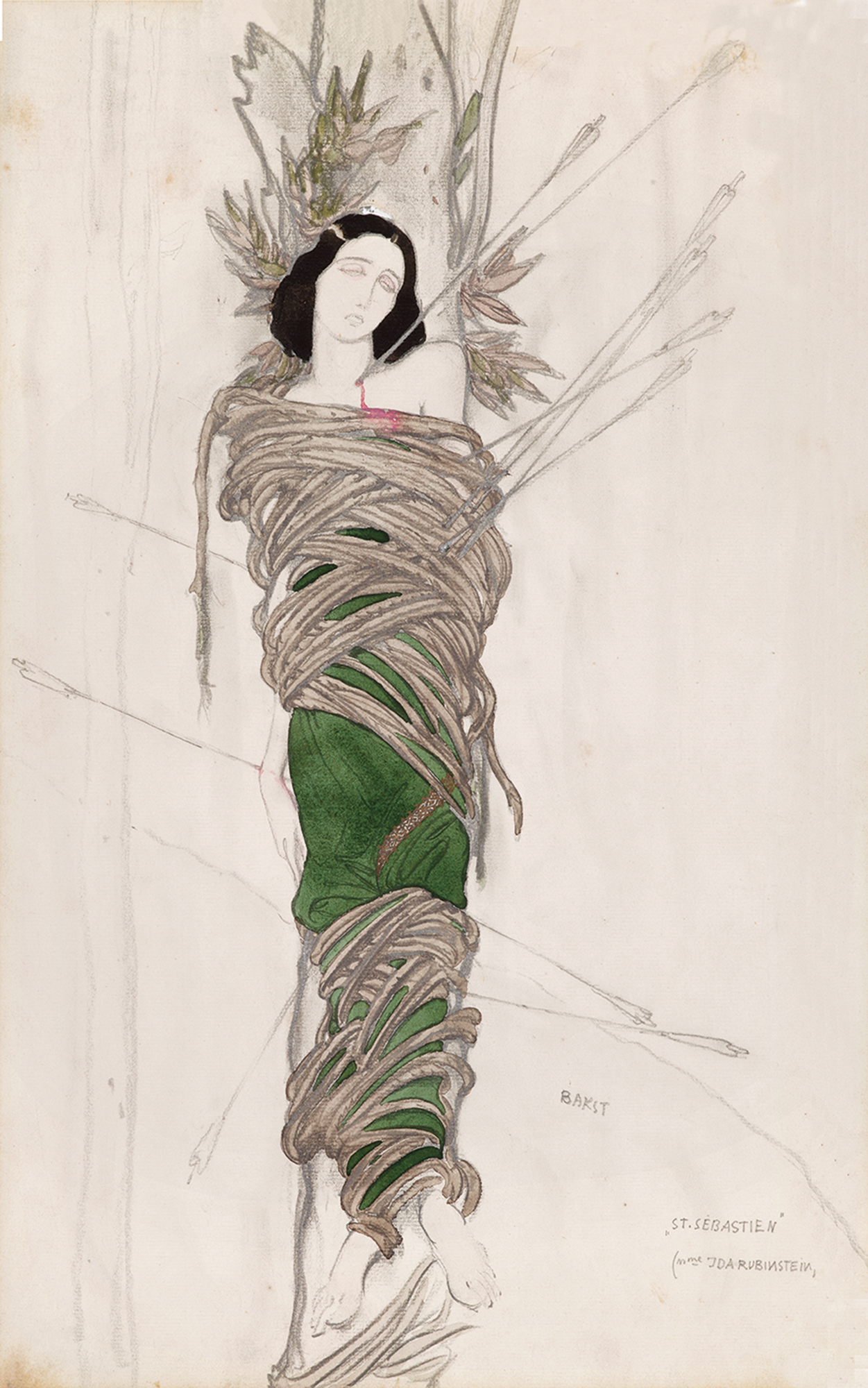
ليون باكست. فيستدو بارا إيدا روبنشتاين في استشهاد القديس سيباستيان، 1912.

استمر ليون باكست في رسم اللوحات بالإضافة إلى رسم بورتريهات للعديد من الشخصيات كالرسام فيليب ماليافين ( 1899) والفيلسوف فاسيلي روزانوف (1901) والروائي اندريه بيلي (1905) والكاتبة زينايديا جيبيوس (1906)، كما عمل مدرساً للفنون لاطفال الأمير الروسي الغراندوق فلاديمير الكسندروفيتش.
في عام 1901 كان باكست يدرّس في مدرسة زوانسيفا الخاصة للفنون حيث كان ملتحقاً فيها كطالبٍ انذاك الرسام الشهير مارك شاكال والذي كان التلميذ المفضل لباكست.
وكان باكست قد شارك باعماله في المعرض الأول للفنانين الروس والفنلنديين الذي نظمه دياغليف إضافة إلى معارض اتحاد الفنانين الروس وغيرها من المعارض العالمية. وخلال الثورة الروسية 1905 عمل ليون باكست في مجلات جوبيل، اسكاجا بوجتا، ساتيريكون، ومن ثم في مجلة الفن المعروفة بمجلة ابولون.
مع بداية عام 1909 أصبح باكست معروفاً بعمله كمصمم مسرحي ومصمم لمشاهد التراجيديا الاغريقية، ففي عام 1908 صنع باسكت لنفسه اسماً لامعاً كمصمم ورسام لمشاهد ومناظر في فرقة باليه روس لدياغليف. حيث صمم مشاهد باليهات كليوباترا عام 1909، وشهرزاد عام 1910، وكارنفال عام 1910، ونارسيس 1911، و روح الوردة Le Spectre de la Rose عام 1911، وبعد ظهيرة الفون L'après-midi d'un faune عام 1912، ودافنيس وكلوي عام 1912.
في عام 1914 أصبح ليون باكست عضوياً في الاكاديمية الامبراطورية الروسية للفنون . وفي عام 1922 انهى باكست علاقته بدياغليف وفرقة الباليه روس، وفي نفس العام زار باكست مدينة بالتيمور الأمريكية حيث تقيم صديقته راعية الفنون اليس واردر غاريت والتي التقاها في باريس عام 1914 عندما كانت برفقة زوجها الدبلوماسي في أوروبا. حيث أصبحت السيدة غاريت ممثلة لباكست في الولايات المتحدة فقامت بتنظيم معرض لاعماله في نيويورك إضافة إلى العروض المتنقلة.
توفي ليون باكست في 27 ديسمبر عام 1924 في رويل مالميزون قرب باريس وحضر تشييع جثمانه أهم شعراء وفناني ومثقفي عصره.

## صور أعماله المختارة

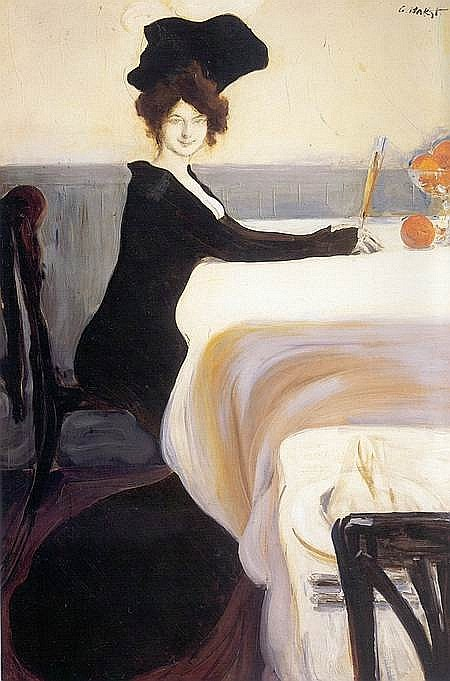
Supper. 1902
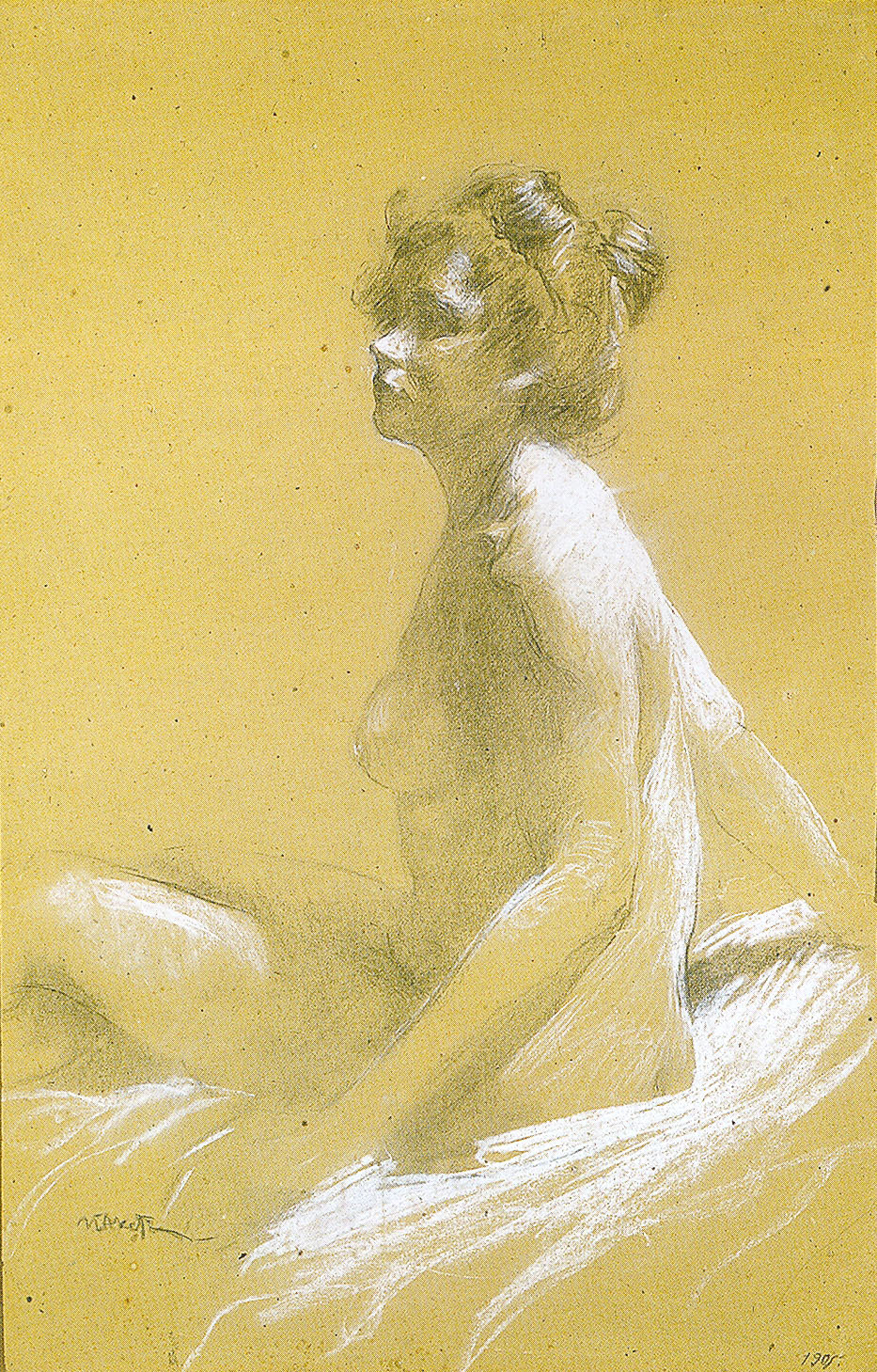
Model, 1905
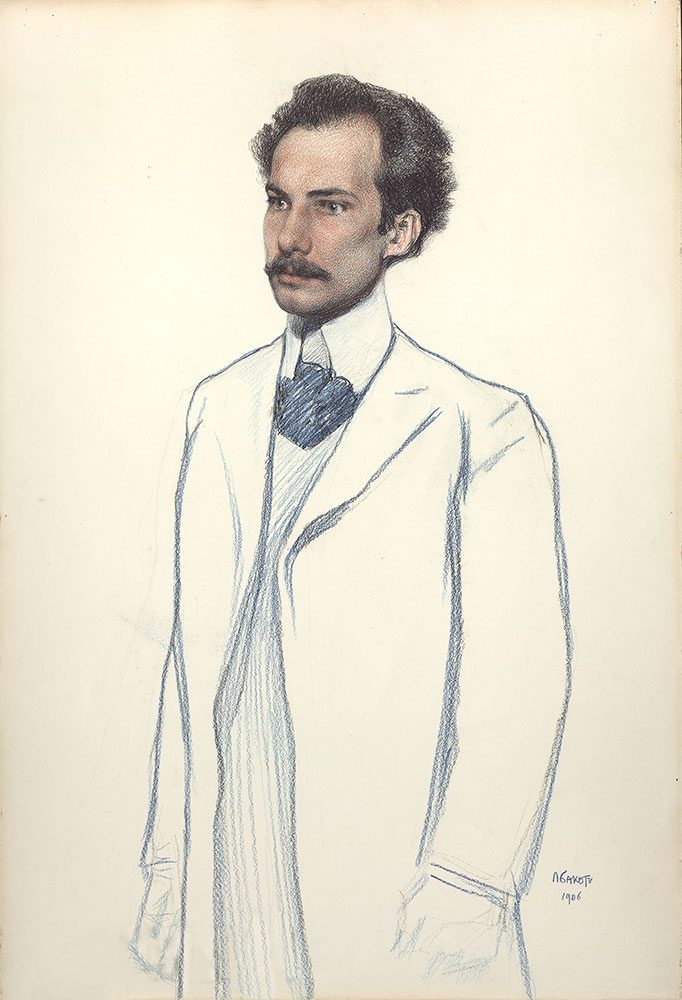
اندريه بيلي, 1905
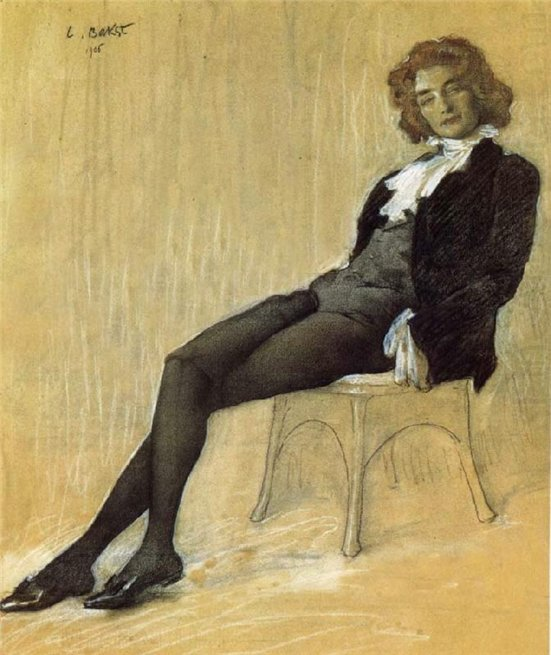
زينايدا جيبيوس , 1906
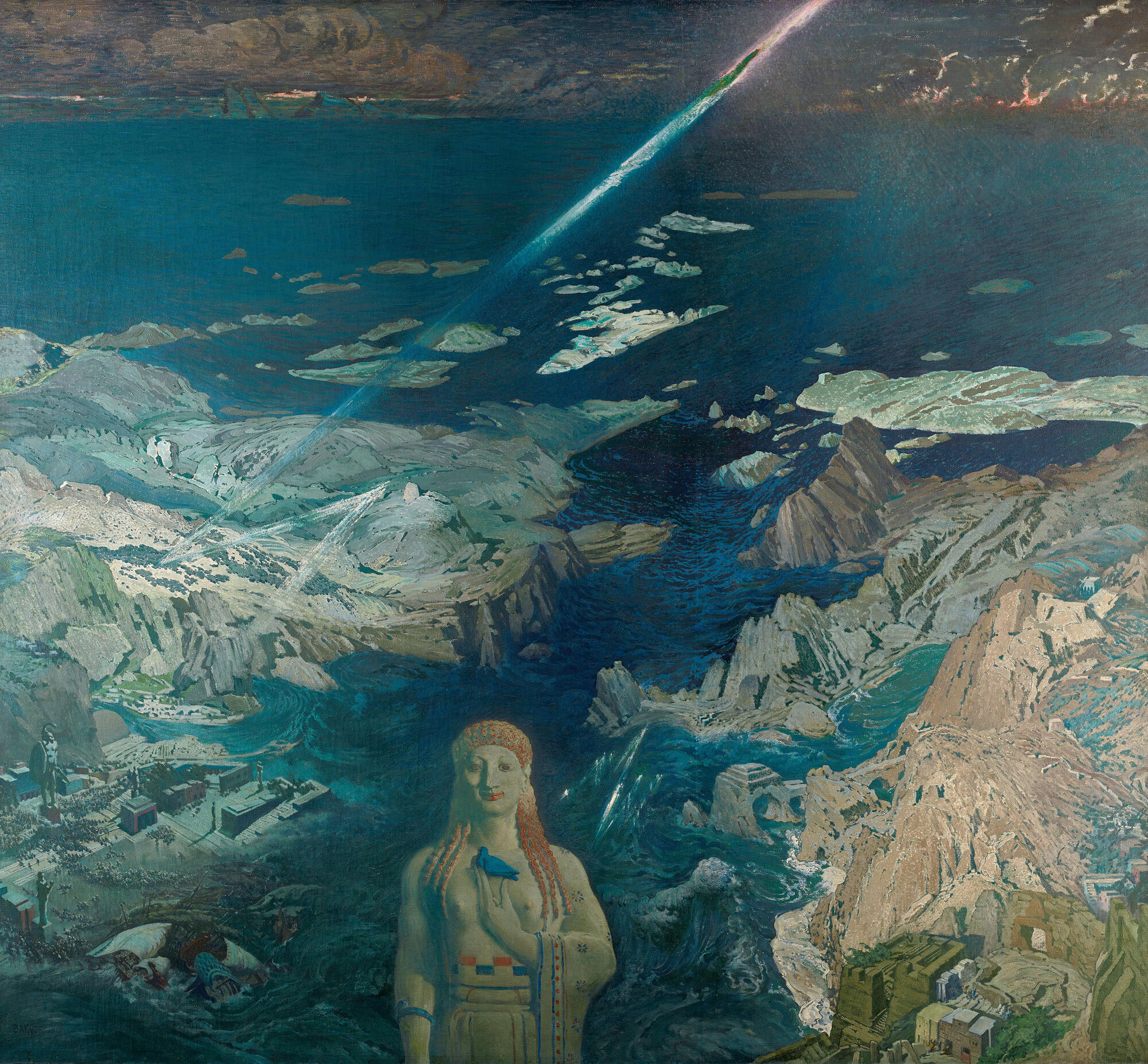
Terror Antiquus, 1908
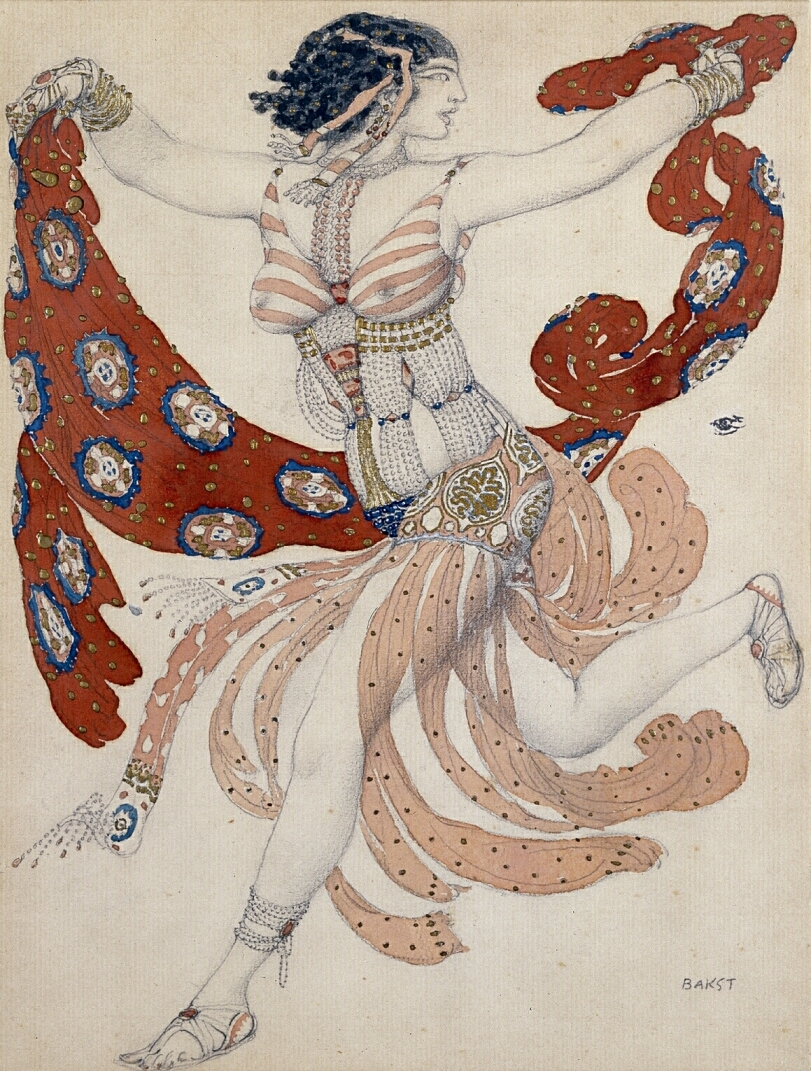
Costume of Cléopatre for إيدا روبنشتاين, 1909
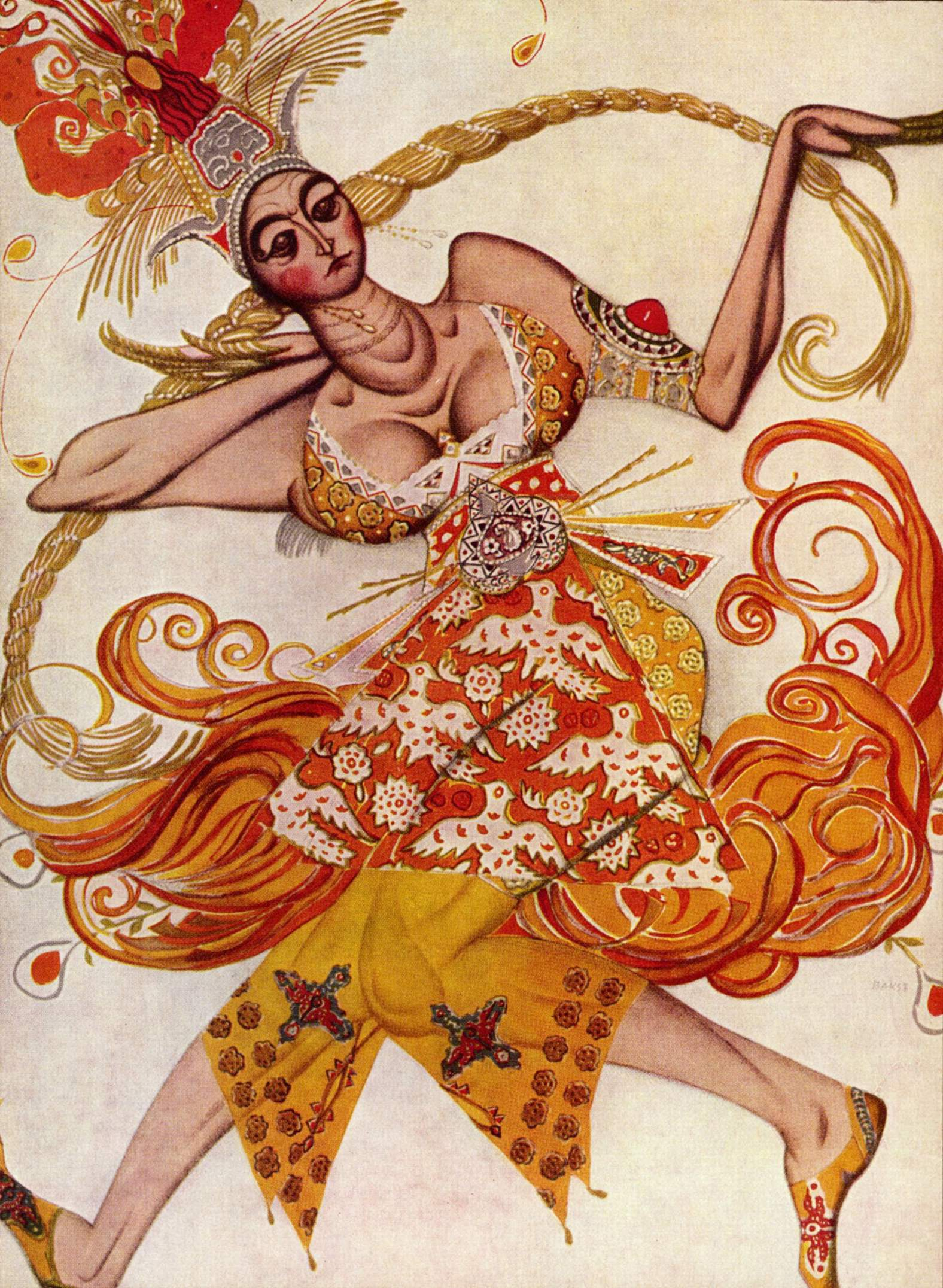
طائر النار, Ballet costume 1910
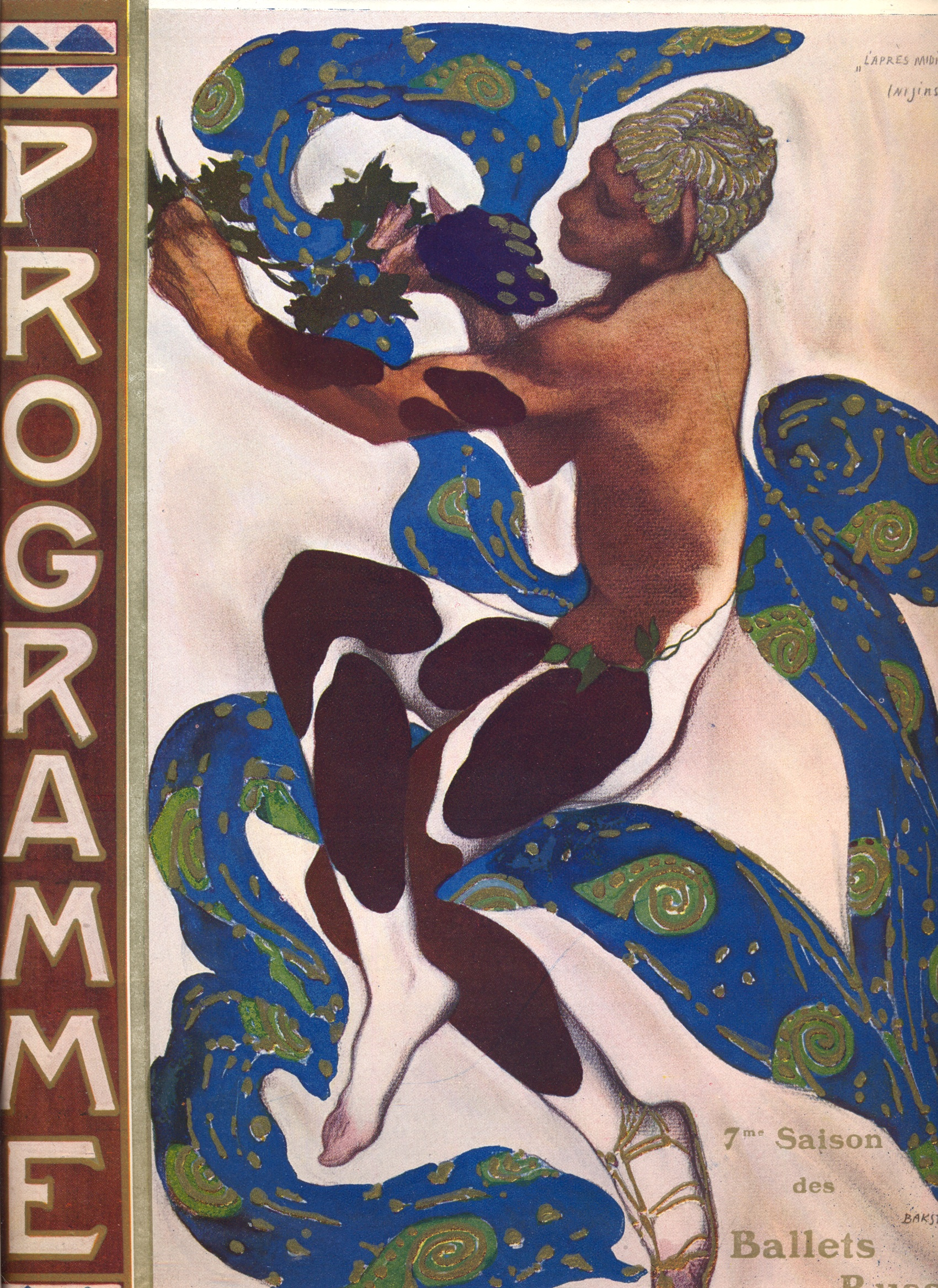
فاسلاف نغينسكاي in the ballet L'après-midi d'un faune  [لغات أخرى]‏ 1912